# Burlington, Wyoming
Burlington är en småstad (town) i Big Horn County i norra Wyoming i USA. Staden hade 288 invånare vid 2010 års folkräkning.
Staden har en slädhund som officiell maskot.

## Geografi
Burlington ligger vid Wyoming State Route 30, omkring 5 kilometer söder om U.S. Route 14/16/20. Närmaste större ort är Greybull omkring 30 km österut.